# Melinda chuanbeiensis
Melinda chuanbeiensis este o specie de muște din genul Melinda, familia Calliphoridae, descrisă de Chen și Fan în anul 1993.
Este endemică în Sichuan. Conform Catalogue of Life specia Melinda chuanbeiensis nu are subspecii cunoscute.